# Марія Мюллер
Марія Мюллер (нім. Maria Müller; нар. 4 жовтня 1985) — німецька борчиня вільного стилю, бронзова призерка чемпіонату світу, бронзова призерка чемпіонату Європи.

## Біографія
Боротьбою почала займатися з 1995 року. Двічі, у 2004 і 2005 роках ставала бронзовою призеркою чемпіонатів Європи серед юніорів. Виступала за клуб SV Lok Альтенбург (Тюрингія). Працює поліцейським.

## Спортивні результати на міжнародних змаганнях

### Виступи на Чемпіонатах світу
| Змагання                        | Збірна    | Вагова категорія          | Місце  |
| ------------------------------- | --------- | ------------------------- | ------ |
| Чемпіонат світу з боротьби 2006 | Німеччина | жіноча боротьба, до 67 кг | Бронза |
| Чемпіонат світу з боротьби 2007 | Німеччина | жіноча боротьба, до 67 кг | 14     |
| Чемпіонат світу з боротьби 2009 | Німеччина | жіноча боротьба, до 67 кг | 14     |
| Чемпіонат світу з боротьби 2010 | Німеччина | жіноча боротьба, до 72 кг | 10     |

### Виступи на Чемпіонатах Європи
| Змагання                         | Збірна    | Вагова категорія          | Місце  |
| -------------------------------- | --------- | ------------------------- | ------ |
| Чемпіонат Європи з боротьби 2005 | Німеччина | жіноча боротьба, до 63 кг | 5      |
| Чемпіонат Європи з боротьби 2006 | Німеччина | жіноча боротьба, до 63 кг | 8      |
| Чемпіонат Європи з боротьби 2007 | Німеччина | жіноча боротьба, до 67 кг | Бронза |
| Чемпіонат Європи з боротьби 2010 | Німеччина | жіноча боротьба, до 72 кг | 12     |
| Чемпіонат Європи з боротьби 2011 | Німеччина | жіноча боротьба, до 72 кг | 7      |

### Виступи на Кубках світу
| Змагання                    | Збірна    | Вагова категорія          | Місце |
| --------------------------- | --------- | ------------------------- | ----- |
| Кубок світу з боротьби 2003 | Німеччина | жіноча боротьба, до 67 кг | 6     |
| Кубок світу з боротьби 2007 | Німеччина | жіноча боротьба, до 67 кг | 7     |

### Виступи на інших змаганнях
| Змагання                                                       | Збірна    | Вагова категорія          | Місце  |
| -------------------------------------------------------------- | --------- | ------------------------- | ------ |
| Гран-прі Німеччини з боротьби 2003                             | Німеччина | жіноча боротьба, до 63 кг | 9      |
| Austrian Ladies Open 2003                                      | Німеччина | жіноча боротьба, до 67 кг | 9      |
| Тестовий турнір FILA 2004                                      | Німеччина | жіноча боротьба, до 67 кг | 6      |
| Klippan Lady Open 2005                                         | Німеччина | жіноча боротьба, до 63 кг | Бронза |
| Гран-прі Німеччини з боротьби 2005                             | Німеччина | жіноча боротьба, до 67 кг | Золото |
| Austrian Ladies Open 2005                                      | Німеччина | жіноча боротьба, до 67 кг | Бронза |
| Klippan Lady Open 2006                                         | Німеччина | жіноча боротьба, до 63 кг | 10     |
| Гран-прі Німеччини з боротьби 2006                             | Німеччина | жіноча боротьба, до 67 кг | 10     |
| Золотий Гран-прі з боротьби 2006                               | Німеччина | жіноча боротьба, до 63 кг | 5      |
| Міжнародний меморіал Дейва Шульца 2007                         | Німеччина | жіноча боротьба, до 67 кг | Срібло |
| Гран-прі Німеччини з боротьби 2007                             | Німеччина | жіноча боротьба, до 63 кг | 13     |
| Міжнародний меморіал Дейва Шульца 2008                         | Німеччина | жіноча боротьба, до 67 кг | Срібло |
| Klippan Lady Open 2008                                         | Німеччина | жіноча боротьба, до 63 кг | 11     |
| Austrian Ladies Open 2008                                      | Німеччина | жіноча боротьба, до 63 кг | Срібло |
| Олімпійський кваліфікаційний турнір з боротьби 2008 (Едмонтон) | Німеччина | жіноча боротьба, до 63 кг | 8      |
| Гран-прі Німеччини з боротьби 2010                             | Німеччина | жіноча боротьба, до 72 кг | 9      |
| Austrian Ladies Open 2010                                      | Німеччина | жіноча боротьба, до 72 кг | 10     |

### Виступи на змаганнях молодших вікових груп
| Змагання                                       | Збірна    | Вагова категорія          | Місце  |
| ---------------------------------------------- | --------- | ------------------------- | ------ |
| Чемпіонат Європи з боротьби серед кадетів 2002 | Німеччина | жіноча боротьба, до 65 кг | 4      |
| Чемпіонат світу з боротьби серед юніорів 2003  | Німеччина | жіноча боротьба, до 63 кг | 11     |
| Чемпіонат Європи з боротьби серед юніорів 2004 | Німеччина | жіноча боротьба, до 63 кг | Бронза |
| Чемпіонат світу з боротьби серед юніорів 2005  | Німеччина | жіноча боротьба, до 63 кг | 10     |
| Чемпіонат Європи з боротьби серед юніорів 2005 | Німеччина | жіноча боротьба, до 63 кг | Бронза |